# Alph Lyla
Alph Lyla, también conocido como Alfh Lyra o Alpha Lyla, es la banda musical de Capcom compuesta por algunos de sus integrantes. Su trabajo más conocido es la banda de sonido de la popular saga de videojuegos de lucha en 2D Street Fighter II.
Algunos miembros de esta banda son: Yoko Shimomura, Isao Abe (Oyaji), Toshio Kajino, Syun Nishigaki (SYUN), Tamayo Kawamoto, Harumi Fujita, Junko Tamiya, Yasuaki Fujita (Bun Bun), Minae Fuii (Ojalin) y Manami Gotoh. Alph Lyla se desintegró hacia finales de los 90s.
Algunos de sus trabajos están incluidos en los siguientes álbumes:
- Daimakaimura ~ G.S.M. Capcom 1 D28B-0011
- Strider Hiryu ~ G.S.M. Capcom 2- D25B-1001
- Final Fight ~ G.S.M. Capcom 3 PCCB-00030
- Street Fighter II -G.S.M. CAPCOM 4- PCCB-00056
- Captain Commando ~ G.S.M. Capcom 5 PCCB-00083
- Varth: Operation Thunderstorm -G.S.M. CAPCOM 6- PCCB-00110
- TENCHI WO KURAU II THE BATTLE OF CHI BI -G.S.M. CAPCOM 7- PCCB-00133
- Rockman X SRCL-2828
- Street Fighter II ALPH-LYLA with Yuji Toriyama SRCL-2857

- Datos: Q4734865